# 블랙라이트 (영화)
블랙라이트(Blacklight)는 2022년 공개된 액션 스릴러 영화이다. 리암 니슨 등이 주연으로 출연하였다.
2022년 2월 11일 미국에서 브라이어클리프 엔터테인먼트에 의해 개봉되었다. 평론가들로부터는 대체로 부정적인 평가를 받았다.

## 출연
- 리암 니슨 - 트래비스 블록 역
- 에미 레이버램프먼 - 미라 존스 역
- 테일러 존 스미스 - 더스티 크레인 역
- 에이든 퀸 - 게이브리얼 로빈슨 역
- 클레어 밴더붐 - 어맨다 블록 역
- 야엘 스톤 - 헬렌 데이비드슨 역
- 팀 드랙슬 - 드루 호손 역
- 조지아 플루드 - 펄 역
- 멜러니 잔슨 - 소피아 플로레스 역
- 앤드루 쇼 - 조던 록하트 역
- 잭 레몬스 - 월러스 역
- 가브리엘라 셍고스 - 내털리 블록 역